# Костюков, Алексей Викторович
Алексей Викторович Костюков (род. 24 сентября 1967, Калуга) — российский политик, член Совета Федерации (2016—2017).

## Биография
Родился 24 сентября 1967 года в городе Калуга. Закончил школу №18 в Великом Новгороде в 1984 году. Поступил в Новгородский государственный педагогический институт на исторический факультет, но после окончания первого курса был призван в армию. Служил на Дальнем Востоке. После окончания службы продолжил обучение. Окончил институт в 1991 году.
Женат на Алине Владимировне Костюковой. В 1993 году у пары родилась дочь Полина
Закончил Российскую академию государственной службы при Президенте Российской Федерации. 
Кандидат политических наук, 2001 году стал доктором экономических наук
До 2024 года был заведующим кафедрой в Новгородском филиале РАНХиГС, после чего стал работать в ГГУ

### Политическая карьера
Член Совета Федерации Федерального Собрания Российской Федерации от Новгородской области с сентября 2016 по октябрь 2017. Представлял в СФ исполнительный орган государственной власти Новгородской области.
Член Комитета Совета Федерации по бюджету и финансовым рынкам, представитель от исполнительного органа государственной власти Новгородской области